# Árvore-do-viajante
Ravenala madagascariensis Sonn., conhecida pelo nome comum de árvore-do-viajante, é uma planta herbácea de tronco alto, endêmica de Madagascar, pertencente à família Strelitziaceae.

## Descrição
O caule é longo (8 a 10 m), e pode em condições favoráveis atingir os 20 m.
As folhas, semelhantes às da bananeira, são dispostas como em um leque e se inserem no caule com um longo pedúnculo, em cuja concavidade se retém a água da chuva.
As flores são grandes e numerosas, de cor branca, hermafroditas e assimétricas.
Os frutos são cápsulas secas, contendo numerosas sementes, as quais são circundada de uma fibra azul intensa, que atrai as aves, favorecendo sua disseminação.
A polinização é feita por morcegos e lêmures.

## Distribuição
A Ravenala (em malgaxe = folha da floresta) é endêmica de Madagascar, onde cresce não somente nas florestas pluviais, mas também em extensas áreas recentemente reflorestadas.
Está presente também na Ilha de Reunião e na ilha Maurícia, bem como no Hawaii, onde foi importada como planta ornamental, para depois difundir-se como espécie espontânea.

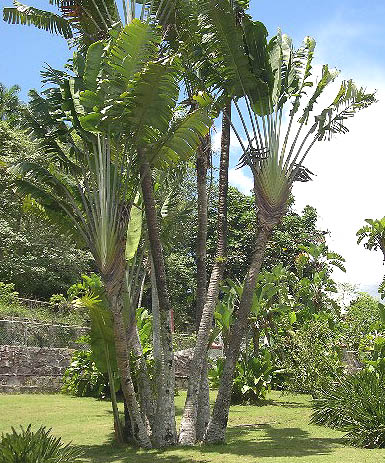
Aspecto geral
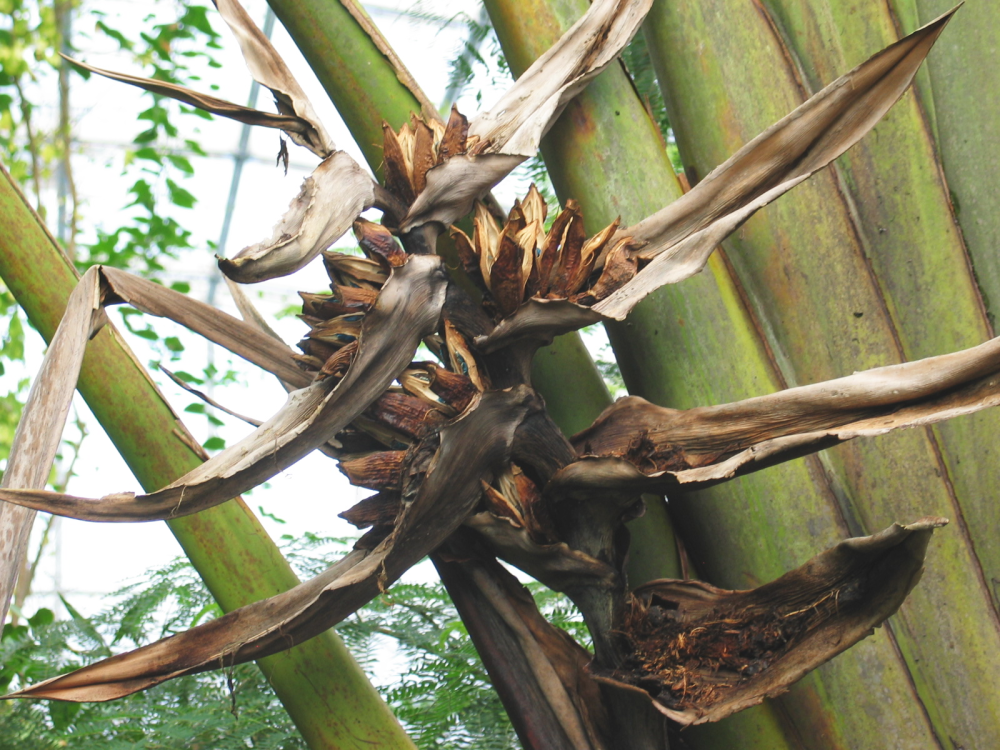
Frutos
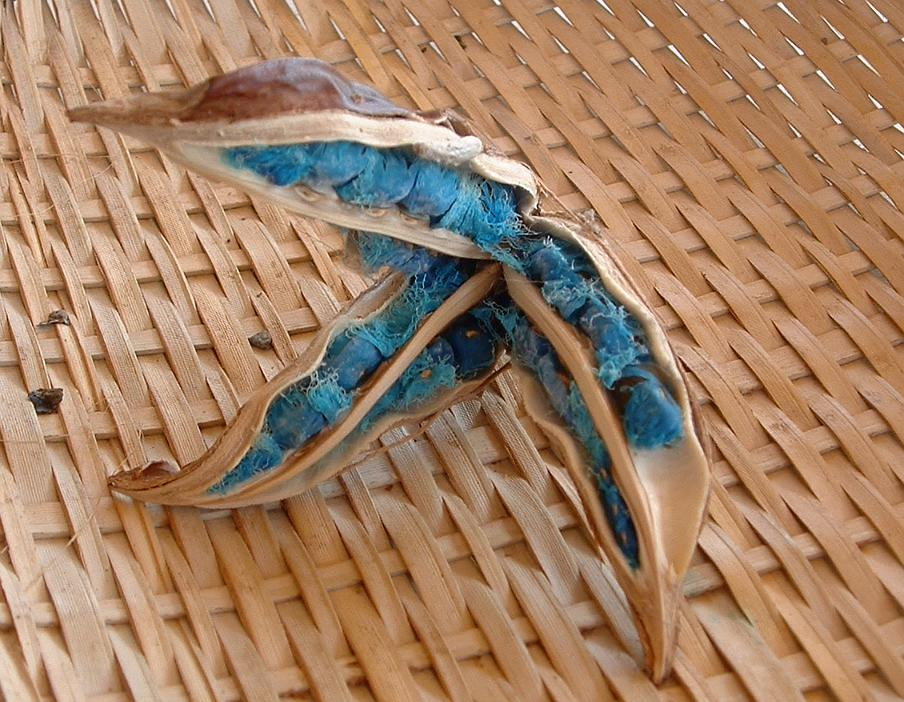
Frutos abertos com as características sementes azuis
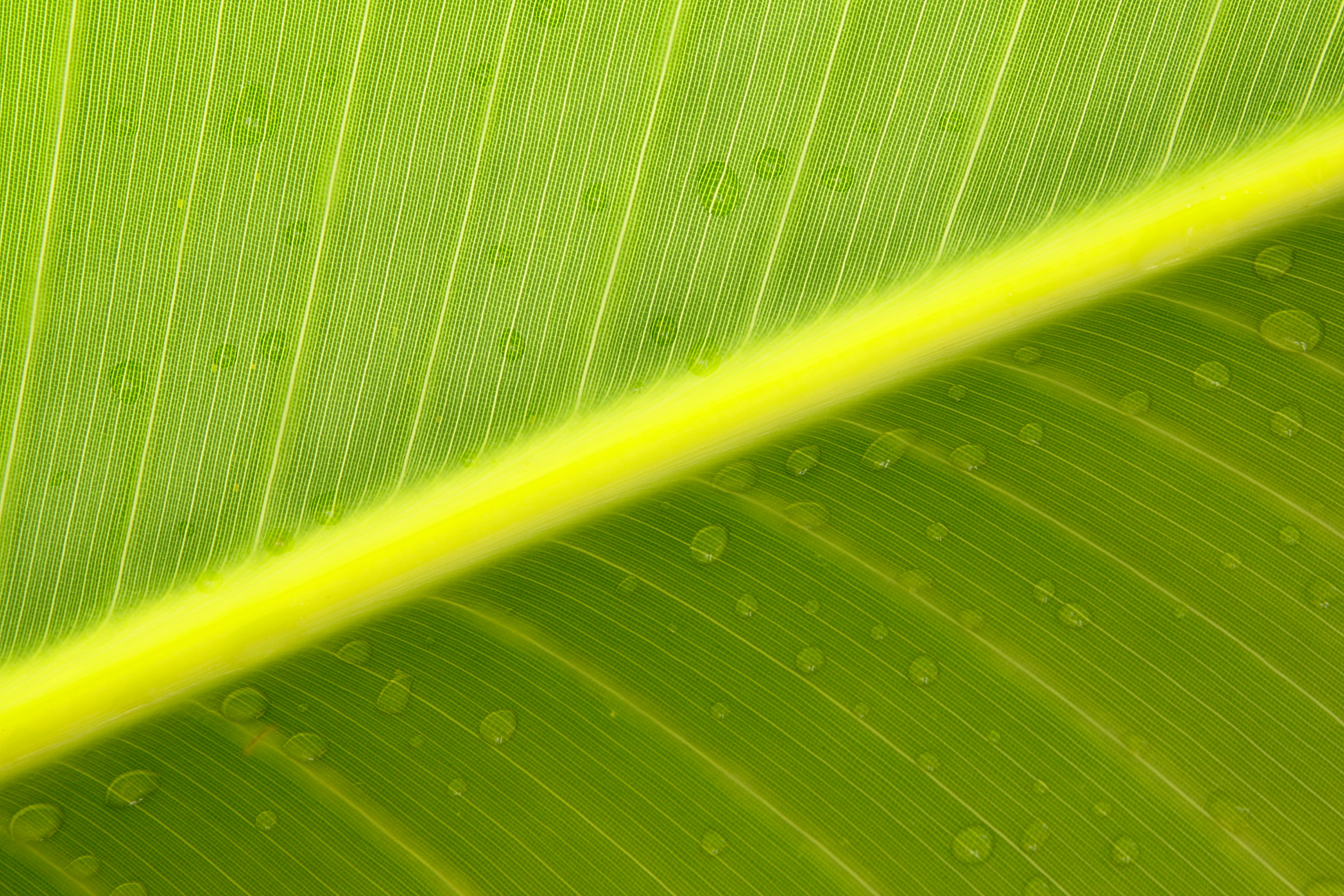
Detalhe de uma folha